# Somatina nucleata
Somatina nucleata är en fjärilsart som beskrevs av W. Warren 1905. Somatina nucleata ingår i släktet Somatina och familjen mätare. Inga underarter finns listade i Catalogue of Life.